# ستيفن تريغ
ستيفن تريغ (بالإنجليزية: Stephen Trigg) (و. 1744 – 1782 م) هو سياسي، وقاضي صلح ‏ أمريكي، ولد في مستعمرة فيرجينيا، توفي عن عمر يناهز 38 عاماً.

## مناصب
تولى منصب عضو مجلس نواب فرجينيا ‏
.